# Henrique de Huntingdon
Henrique de Huntingdon (c. 1080-1160) foi um cronista inglês da Idade Média. 

## Vida e obra
Henrique era parte do clero secular e escreveu uma História do Povo Inglês (Historia Anglorum) entre 1123 e 1154, em dez volumes. A obra foi dedicada a Alexandre de Blois, que era bispo de Lincoln à época. Como fontes para sua crônica, Henrique utilizou principalmente a História Eclesiástica do Povo Inglês de Beda, o Venerável e a Crônica Anglo-Saxônica. Segundo a visão de Henrique exposta na obra, as cinco invasões sofridas pela Grã-Bretanha, primeiro pelos romanos e depois por pictos e escoceses, anglos e saxões, dinamarqueses (viquingues) e normandos foram o resultado dos pecados dos habitantes da ilha.
Os primeiros sete livros da Historia foram terminados em 1131, e os livros restantes foram escritos em sua maior parte na década seguinte. O nono livro trata da vida de santos ingleses, e o décimo do reinado de Estêvão de Inglaterra. Este último livro foi inicialmente dado por terminado em 1138, mas acabou sendo ampliado à medida em que continuava o reinado de Estêvão e termina com a coroação de Henrique II.
Além da narrativa histórica per se, Henrique decorou a obra com diversas citações de autores clássicos, discursos inventados de personagens históricos (como Júlio César e Guilherme, o Conquistador) e poemas, em sua maior parte de autoria do próprio Henrique.
Atualmente há 30 manuscritos da Historia de Henrique, derivados de distintas versões da crônica terminadas entre 1133 e 1155. A obra exerceu muita influência em autores posteriores.